# エクイティスワップ
エクイティスワップ（英: equity swap）は、スワップ取引の一種。一方のキャッシュフローが特定の株価または株価指数の変動に連動する。

## 仕組み
一方のキャッシュフローは事前に取り決めた金利であり、固定金利または変動金利となる。もう一方のキャッシュフローは特定の株価、株価指数（一例としてS&P 500）、または株式ポートフォリオの一定期間における変動またはトータル・リターン（市場価格の増減と配当）となる。
東証株価指数や香港ハンセン株価指数などの時価総額加重平均型株価指数では配当の扱いについて合意が難しく、指数の変動のみ計算されるスワップが取引されることが多い。トータル・リターンを参照する場合、株価指数にはトータルリターン・インデックス（各銘柄の配当も加味した指数）が選ばれることが多い。
両方のキャッシュフローともに同じ想定元本で計算されるが、想定元本は契約によって異なり、固定名目元本（金額が固定）、固定株数（株数が固定）の2種類がある。
エクイティスワップの評価はエクイティスワップが金利スワップと株価の先渡取引で疑似的に再現できる特性を利用して、カウンターパーティーのファンディング・コストなどを加味して行われる。
上記は単純なエクイティスワップの場合であるが、より複雑なエクイティスワップとして下記のものがある。
- 想定元本可変エクイティスワップ: 受払いごとに、その金額分株価に連動するレッグの想定元本を変動させる[7]。
- 2インデックス・エクイティ・スワップ: 株価変動を受け取る側は、2つの株式指数のうち大きい方のリターンを受け取る[7]。株価変動を受け取る側が有利であり、通常のエクイティスワップより金利レッグの金利が高い[7]。
- エクイティ・コール・スワップ: 両方のキャッシュフローがそれぞれ別の株価に連動する[8]。
- レインボ・エクイティ・スワップ: いくつかの株価の加重平均を受け取る[8]。単純なエクイティスワップとエクイティ・コール・スワップを組み合わせることで疑似的に再現できる[8]。
- キャップ付エクイティ・スワップ、フロア付エクイティ・スワップ: 参照レートが設定され、キャップ付では株価リターンが参照レートを上回る場合に（株価リターン - 参照レート）を、フロア付では株価リターンが参照レートを下回る場合に（参照レート - 株価リターン）を受け取る[8]。

## 取引動機
エクイティスワップを利用することで、株式を売買、保有することなく株価に対するエクスポージャーを増減させることができる。ただし、株価リターンを受け取る側は株価変動リスクを持つ。株価に対するエクスポージャーの増減はほかに現物株式の取引、株価指数先物取引が挙げられるが、現物株式の取引にはマーケット・インパクト（株価への影響）があり、取引手数料がエクイティスワップより割高になることが多く、株式の保管料がかかる。現物株式の流動性にも影響される。また株価指数に対するエクスポージャーの場合、現物株式の取引ではあトラッキング・エラーが生じる。株価指数先物取引はエクイティスワップと違い証拠金が必要であり、先物のロール・オーバーにスプレッドのリスクがある。
一例として、会社の内部者が自社株の持分のリスクをヘッジするときにエクイティスワップを利用できる。相互保有株式の場合も自由に売却できず、エクイティスワップが利用される。

## 取引状況
エクイティスワップは1989年にアメリカのバンカーズ・トラストにより導入され、日本では1991年から1993年まで市場が急速に拡大した。国際決済銀行(BIS)の統計によれば、株価の先渡契約とスワップ契約を合算した、想定元本ベースの市場規模は2000年には約0.37兆米ドルだったが、2006年には約1.8兆、2023年には約3.7兆と、市場が急速に拡大した。
2000年代にはエクイティスワップを利用したエンプティ・ボーティング（empty voting、経済的持分なしに議決権を取得する）が行われた。すなわち、現物株式を保有し、株価変動リスクをエクイティスワップでヘッジすることで、事実上経済的持分がなくなり、議決権のみ保有できる。具体例として、2004年にマイラン・ラボラトリーズがキング・ファーマシューティカルの買収を交渉していたときにリチャード・C・ペリー率いるヘッジファンドのペリー・コーポレーションが介入した事例が挙げられる。ペリーはキングの株式保有しており、買収のプレミアムの高さによりキングの株価が上がり、マイランの株価が下がったため、利益を確定すべくマイランの株主総会で買収を可決させようとした。そのため、ペリーはマイランの株式を約9.9%購入して議決権を獲得したうえ、エクイティスワップでマイランの株価変動リスクをヘッジした。しかし買収の可決は同時にマイランの株価下落を確定させることになり、ペリーはマイランのほかの株主とは利益が相反する。これを受けて、マイランの大株主はペリーを訴えたが、のちにキングの会計上の問題により買収交渉が決裂し、訴訟は取り下げられた。
大量保有報告規制回避にもエクイティスワップが利用された。2001年初、ペリーはニュージーランドのルビコン社（Rubicon）の株式を5%以上保有していたため、ニュージーランド当局に大量保有報告書を提出したが、同年6月に持分が5%未満になったと発表した。以降再度の発表はなかったが、2002年の株主総会の直前に突如16%の持分を発表した。このとき、ペリーはデリバティブ・ディーラー2名にルビコンの株式を売却し、エクイティスワップでその分の株価変動リスクを負担した。すなわち、エンプティ・ボーティングとは逆に、議決権がなくなり、経済的持分のみ保有して大量保有報告を免れた。議決権を行使する際にはエクイティスワップを解消して株式を買い戻すことで、突如大株主として登場することができた。これを受けて、イギリスのテイクオーバー・パネルは2005年のテイクオーバー・コード改正で経済的持分が現物、デリバティブ併せて1%以上の場合に開示を義務化した。

## 関連文献
- Chance, Don M.; Rich, Don (Summer 1998). "The Pricing of Equity Swaps and Swaptions". Journal of Derivatives (英語). 5 (4): 19–31. doi:10.3905/jod.1998.408004. ISSN 2168-8524。